# Isonzo
L'Isonzo (in friulano Lusinç; in sloveno Soča;  in bisiaco Isons; in tedesco Sontig, desueto) è un fiume lungo 136 chilometri con un bacino ampio 3400 km², di cui 1150 km² in territorio italiano. Caratteristico il colore smeraldino delle acque, che si mantiene con qualche attenuazione fino nella parte finale del suo corso.

## Idronimo
Conosciuto come Lusinç in friulano standard, Isuns, Lisuns, Lusinz, Lusins nelle varianti friulane locali; Soča in sloveno; Isons in bisiaco; Sontig, Isniz (desueto) in tedesco.
Il suo nome deriva dal latino Aesontium o forse dalle svariate varianti Sontium,  Sontius, Aesontius, Isantius fluvius, Isuncium.

## Corso del fiume
La parte montana del fiume è compresa nel Goriziano sloveno, mentre la parte prevalentemente collinare e planiziale si sviluppa in Friuli Venezia Giulia, nel territorio di Gorizia.
Le sorgenti del fiume sono costituite da una fessura carsica nella roccia del Monte Travnik (2379 m  s.l.m.) a 990 m s.l.m. nella Val Trenta e, dopo una serie di cascate, raggiungono la parte inferiore della Zadnja Trenta, unendosi alle acque del Suhi Potok.
Nella parte iniziale del corso riceve i torrenti Lepena, Coritenza e Uccea. Il suo percorso lambisce le località slovene di Plezzo, Caporetto, Tolmino (dove riceve da sinistra il torrente Tolminca), Santa Lucia, dove riceve da sinistra il fiume Idria, e Nova Gorica, entrando poi in territorio italiano presso Gorizia.
Da qui lambisce le pendici del Carso ricevendo da sinistra il fiume Vipacco, attraversa la Bisiacaria (ricevendo da destra il Torre) e la Bassa Friulana (Fiumicello) e va a sfociare, nel mare Adriatico vicino a Staranzano.

## Regime
L'Isonzo ha un regime essenzialmente alpino influenzato anche dalla notevole presenza di sorgive carsiche.
La sua portata media (170 m³/s annui presso la foce) è, dopo quella dell'Adige (e fiume Po del Veneto), la più elevata tra i fiumi del Nord-est mantenendosi elevata anche in estate (non scende mai sotto i 50 m³/s) grazie all'apporto carsico.
Durante la stagione piovosa è soggetto invece a imponenti piene: la sua portata massima è stata registrata nel 1924 a Salcano e fu di 2500 m³/s.
Non è tuttavia possibile stabilire con sufficiente precisione una portata media alla foce. Ciò a causa della limitata serie di misure, dalle derivazioni irrigue, dalla presenza di risorgive e, non ultimi, dai complessi rapporti dell'Isonzo con le acque carsiche. Molto più semplice invece, risulta la definizione delle portate medie alla stazione di Salcano, alla chiusura del bacino montano, con serie di misure complete e non affette da derivazioni.
Attualmente la portata dell'Isonzo dipende anche dall'apertura o dalla chiusura delle molte dighe costruite lungo il suo corso in Slovenia. L'Isonzo, ricevendo da destra il fiume Torre con i suoi affluenti Versa, Judrio, Natisone, allarga la sua pianura isontina fino a Cividale, Tarcento e Udine.

## Eventi storici
Nei pressi dell'Isonzo si combatté la battaglia del Frigido nel 394 d.C. fra l'Imperatore romano d'Oriente Teodosio I, a capo dell'esercito cristiano, e Flavio Eugenio Imperatore romano d'Occidente, alla guida dei soldati pagani. Sempre sull'Isonzo ci fu la prima battaglia dell'invasione degli Ostrogoti in Italia.
Nella prima guerra mondiale l'Isonzo fu teatro delle maggiori operazioni militari sul fronte italiano dal 1915 al 1917, quindi delle sanguinose dodici battaglie dell'Isonzo, dove caddero oltre 300.000 tra italiani e austroungarici. Inoltre, Ungaretti, che combatté sul fronte italiano nella Prima Guerra Mondiale, cita l’Isonzo nella celebre lirica “I Fiumi”, in cui racconta di come, in un momento di sospensione della guerra, riesce a farsi un bagno nell’Isonzo.

## Ambiente

### Fauna
L'Isonzo si contraddistingue anche per la trota della specie Salmo marmoratus (trota marmorata), che vive nelle acque trasparenti dell'alta Valle dell'Isonzo. Questa specie è ritenuta a rischio, dovuto in gran parte all'introduzione della trota fario nel periodo che intercorre tra la Prima e la seconda guerra mondiale, con la quale si ibrida.
Sulla foce del fiume è stata istituita dal 1996 un'area naturale protetta denominata Riserva naturale della Foce dell'Isonzo che si estende per oltre 3.600 ettari.

## Problemi ambientali
In Slovenia vi sono ben tre sbarramenti con funzione idroelettrica che hanno causato col tempo importanti ripercussioni ambientali sull'ecosistema. Nel 2011 con il nuovo Piano energetico sloveno è nuovamente emersa la possibilità di realizzare altri impianti idroelettrici sugli affluenti minori del fiume.
Nonostante la Direttiva Acque (2000/60/CE) lo preveda non è ancora di fatto attiva una gestione coordinata del bacino dell'Isonzo per lo meno per le questioni legate al rispetto dei rilasci d'acqua da parte della Slovenia che continuano ad essere un problema non risolto con effetti ambientali legati alla conservazione di diverse specie ittiche (come la trota marmorata) ma anche con effetti sulle attività produttive in Italia.
La situazione sull'inquinamento delle acque è migliorata a seguito della realizzazione - rinviata da decenni - del nuovo depuratore nel 2015. Precedentemente infatti le acque dell'area urbana di Nova Gorica venivano scaricate nel torrente Corno, affluente dell'Isonzo, causando un forte inquinamento di origine organica.
Anche in Italia vi sono delle criticità dovute alla non completa depurazione delle acque, che dovrebbero essere risolte con la realizzazione del depuratore unico provinciale. Inoltre una fonte d'impatto ambientale sono anche le due opere di derivazione poste a Gorizia e Sagrado ad uso irriguo ed idroelettrico che sottraggono importanti quantitativi d'acqua all'Isonzo specialmente nel periodo estivo.
Nel 2011, in funzione di queste derivazioni, è stata riproposta la realizzazione di un nuovo sbarramento osteggiato però da molti cittadini e organizzazioni ambientaliste. Lo scopo sarebbe quello di migliorare la derivazione d'acqua messa a rischio dalle portate discontinue rilasciate a valle del confine.

## Cultura

### Leggenda popolare slovena
I TRE FRATELLI - La leggenda descrive l'origine di tre grandi fiumi che scorrono fra la Slovenia ed il Friuli Venezia- Giulia. 
"I tre fiumi, la Drava, la Sava e l'Isonzo sono fratelli. Un giorno scommisero chi di loro sarebbe riuscito prima a sfociare nel mare. La sera la Sava e l'Isonzo si addormentarono, mentre la Drava continuò a scorrere, astuta e silenziosa. Quando il mattino seguente la Sava si svegliò e vide la sorella filare rapida verso oriente, raccolse furibonda tutte le sue forze per raggiungerla. Il chiasso che fecero le due sorelle svegliò infine anche l'Isonzo. Con grande impeto si scavò un nuovo letto tra le rocce in un'altra direzione. Fu il primo ad arrivare al mare". 
La leggenda è tratta dalla "Narodska pripovedka o Dravi, Savi in Soči" di J. Levičnik (1859) e poi ripresa nel "Sagenschatz aus dem Küstenlande" (o Il tesoro delle leggende del Litorale austriaco) di Anton von Mailly, raccolta conosciuta dal grande pubblico dopo il 1918. È stata infine pubblicata nel 1986 dalla Editrice Goriziana, a cura dello studioso sloveno Milko Matičetov, col titolo di "Leggende del Friuli e delle Alpi Giulie". La leggenda riguardante i tre fiumi si trova a pagina 81, al numero 31.
La versione bisiaca di S. Domini è una rielaborazione degli anni '60 del '900.

### Letteratura e cinematografia
L'Isonzo viene cantato da Giuseppe Ungaretti nella poesia I fiumi. La colorazione smeraldo delle acque ispirò il poeta sloveno Simon Gregorčič che vi dedicò la sua poesia più nota, All'Isonzo (Soči in sloveno). Sul tratto di fiume vicino a Plezzo alle pendici del monte Canin sono state girate delle scene del film del 2008 Le cronache di Narnia - Il principe Caspian.

## Galleria d'immagini

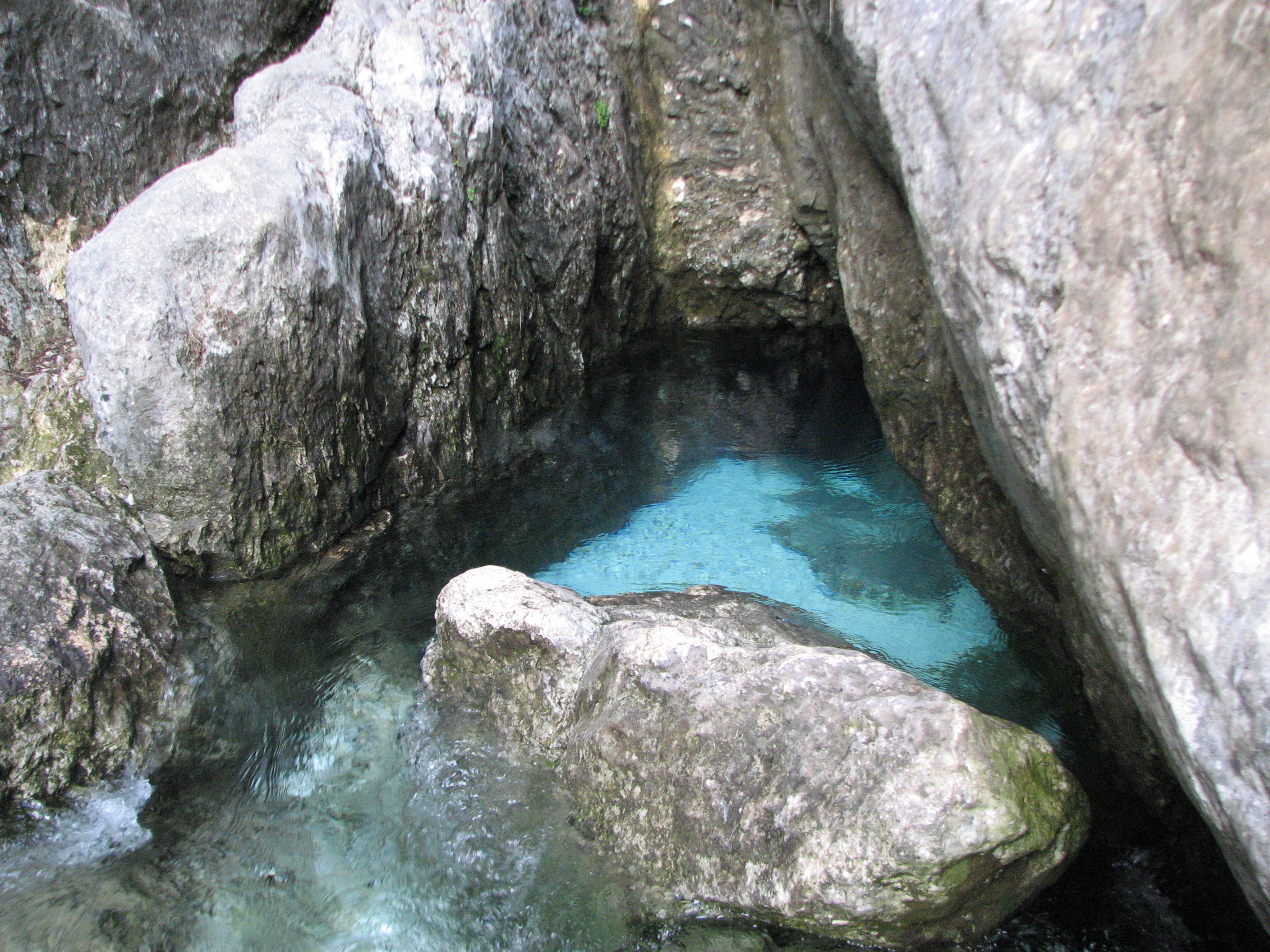
Sorgenti in Val Trenta
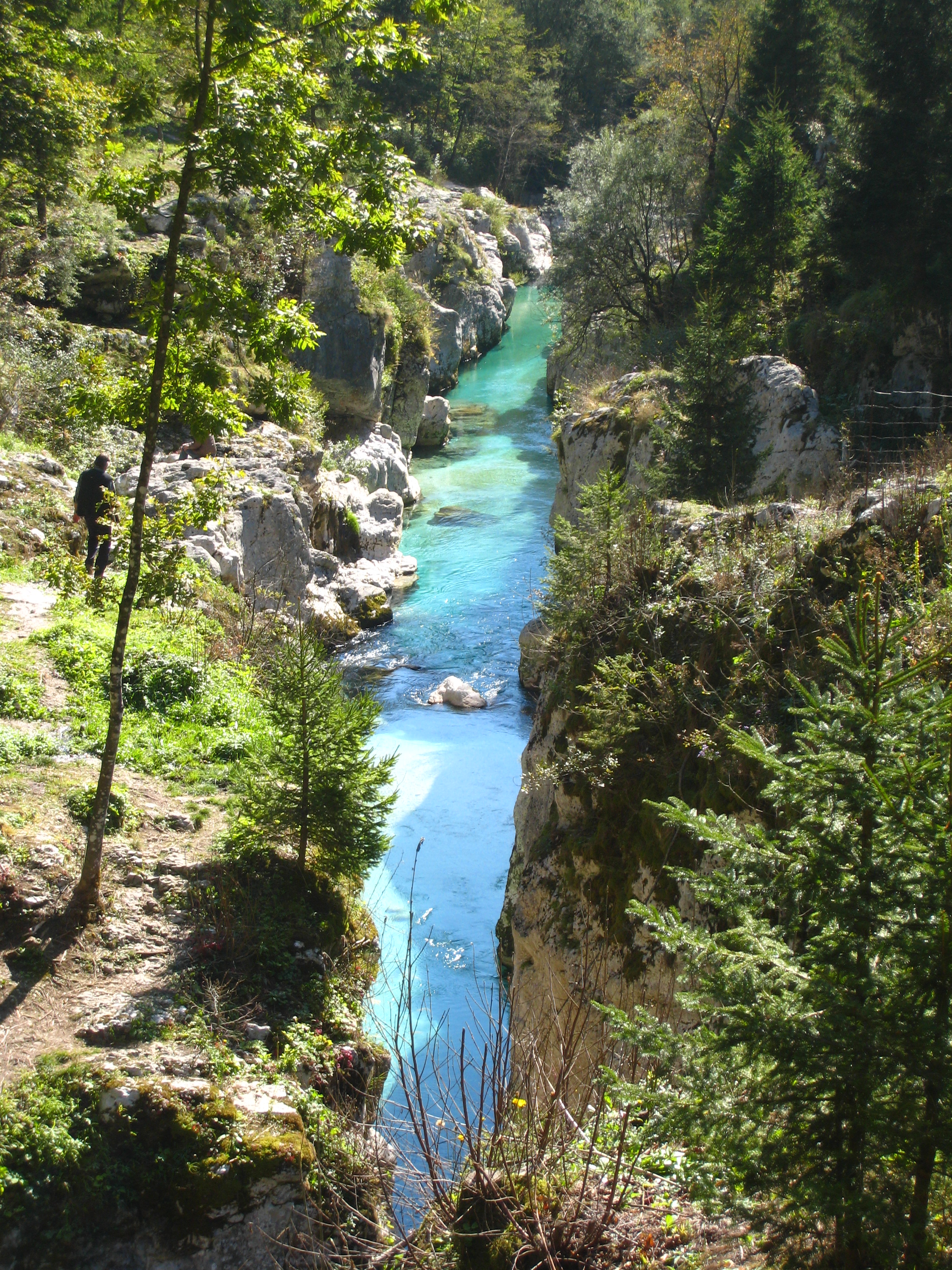
Il colore dell'Isonzo in una forra in val Trenta
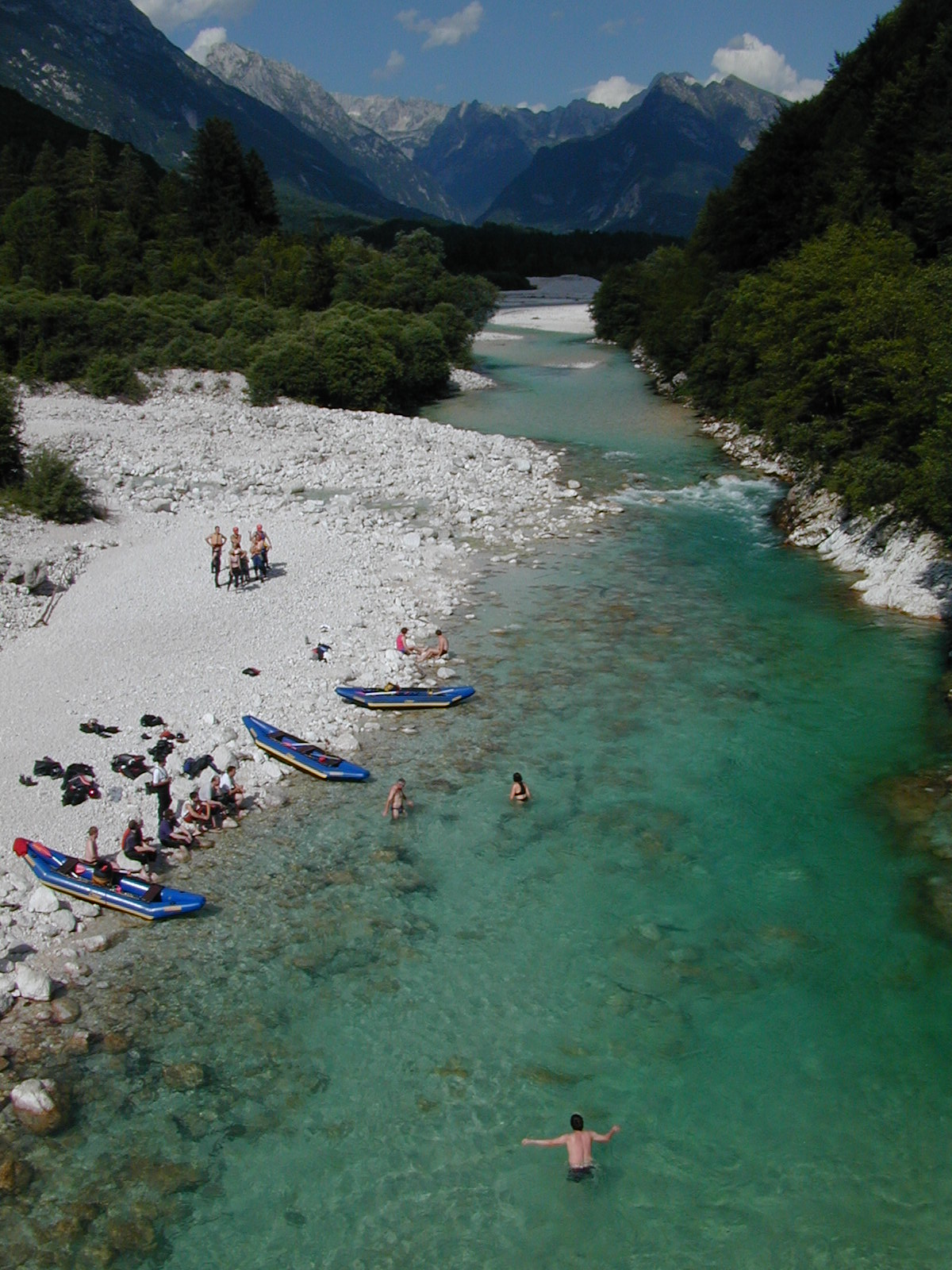
Il corso dell'Isonzo nei pressi di Plezzo
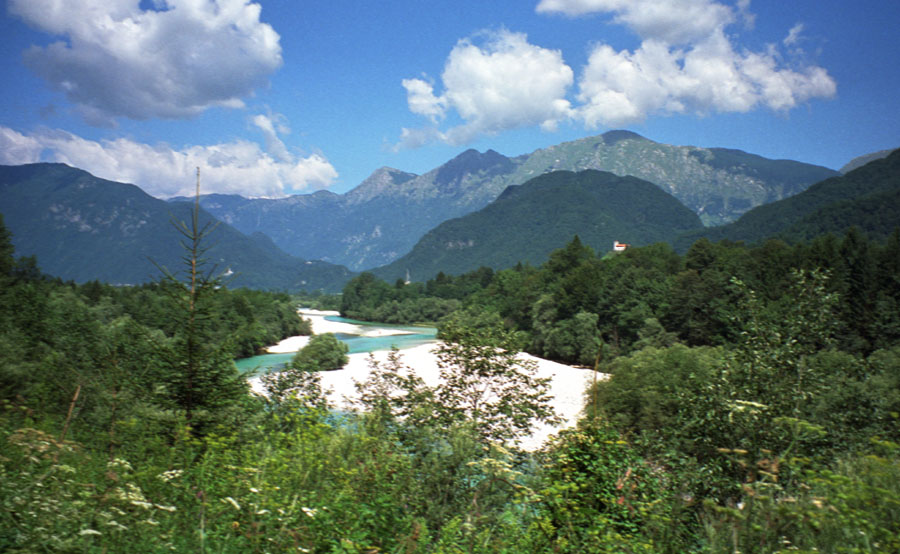
L'Isonzo a Caporetto
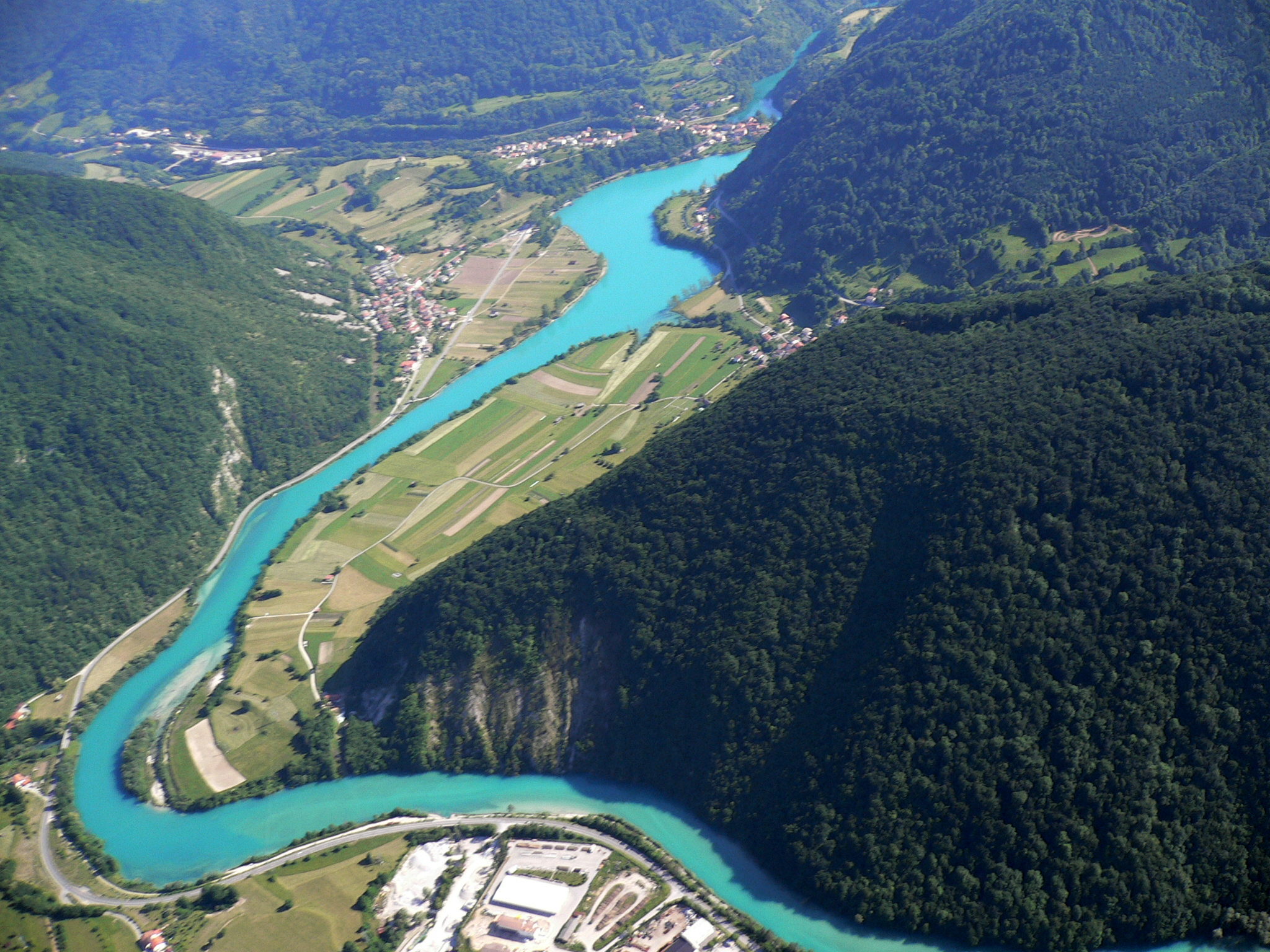
Veduta aerea del corso dell'Isonzo tra Modreuzza (Modrejce) e Santa Lucia (Most na Soči), a sud di Tolmino
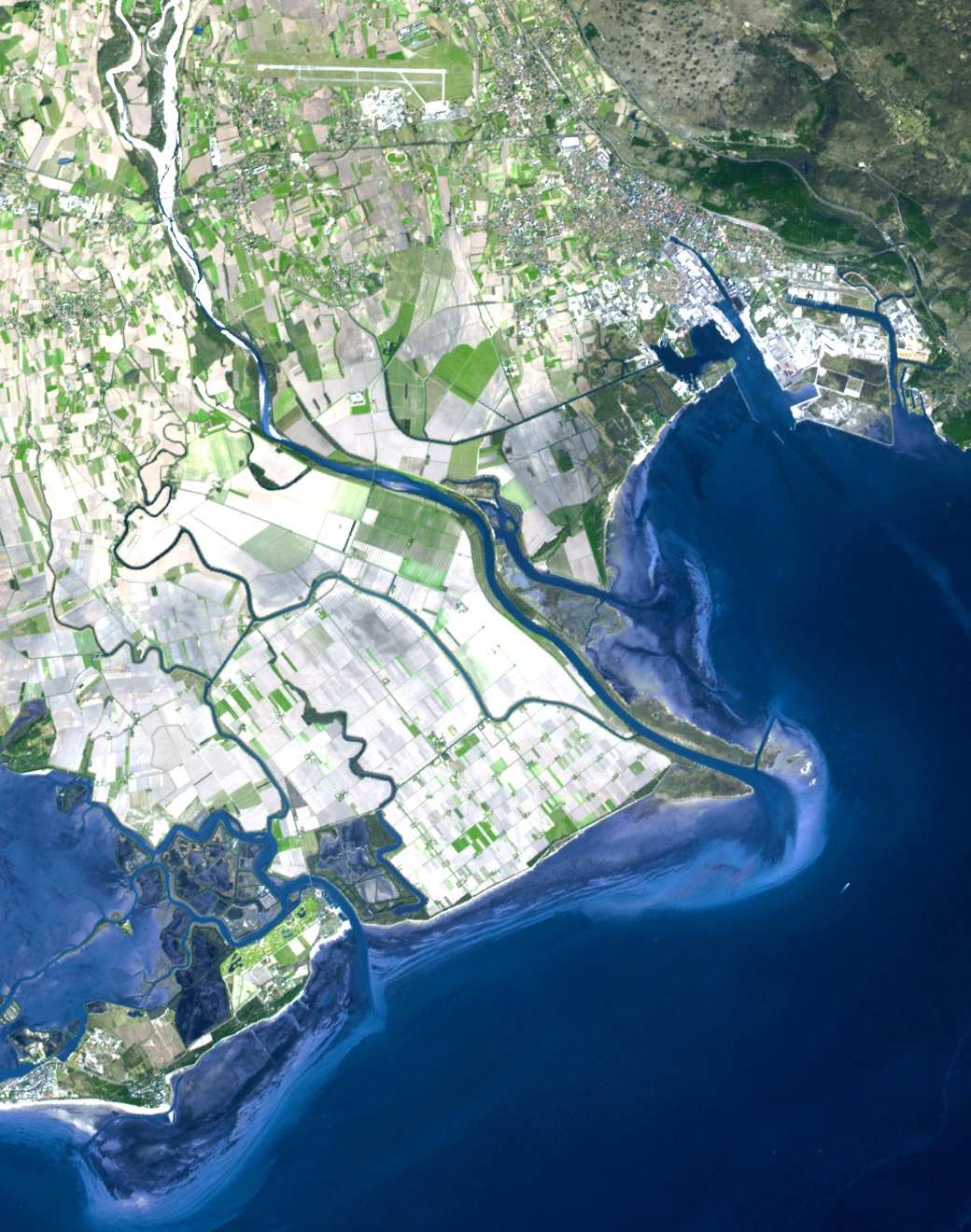
La foce vista dal satellite
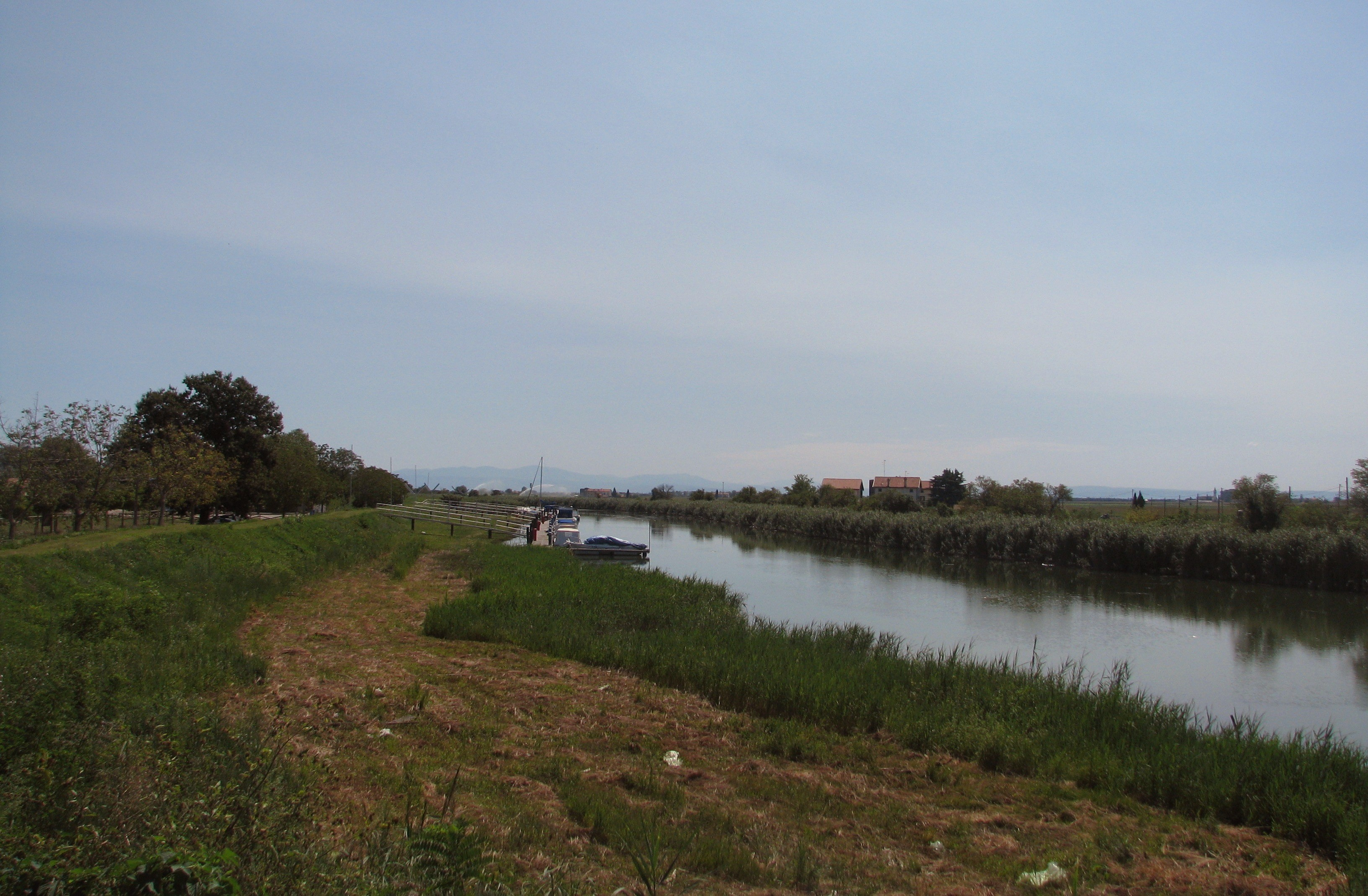
Il canale Isonzato a San Canzian d'Isonzo
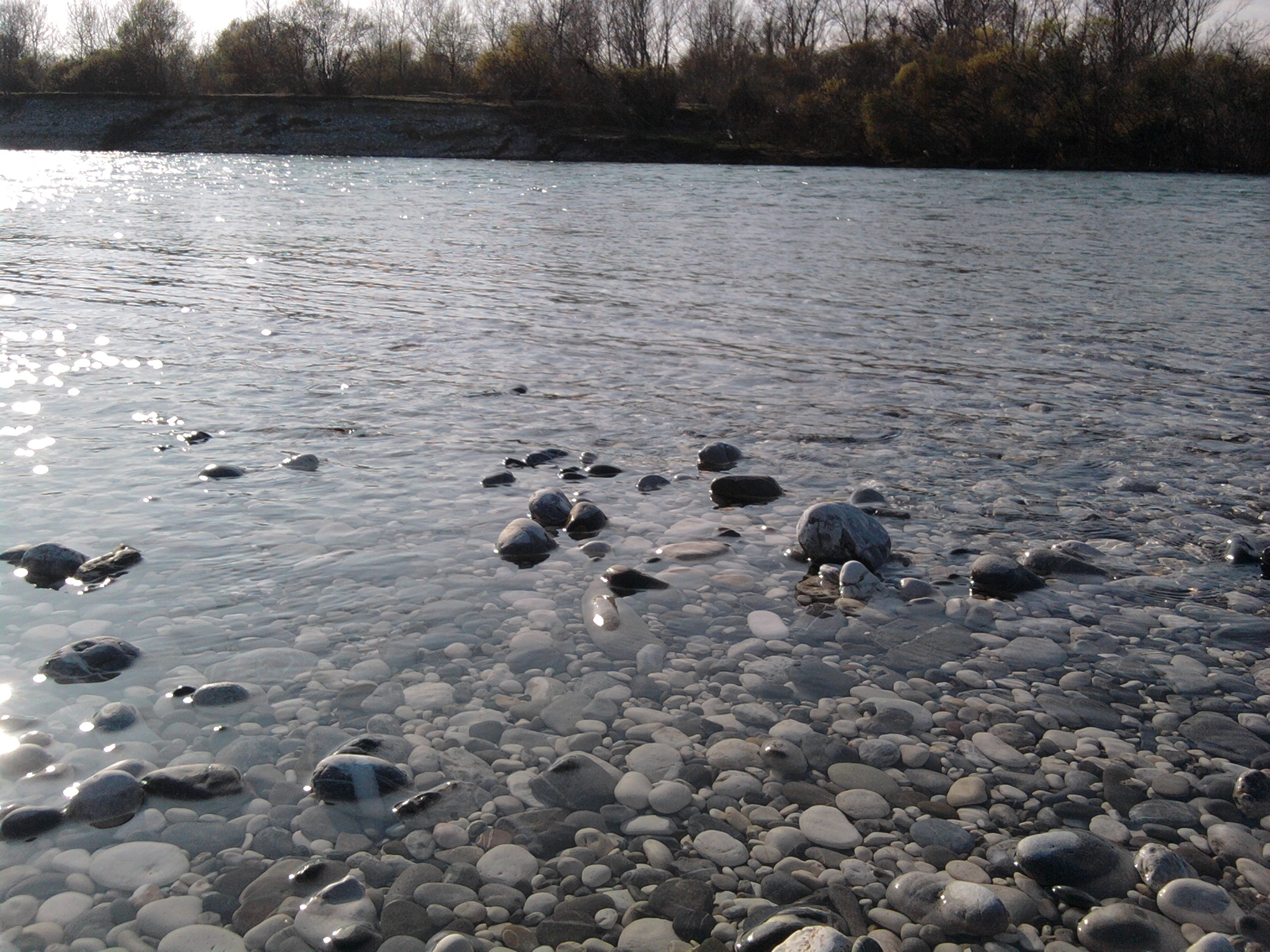
Il corso dell'Isonzo nei pressi della Riserva naturale della Foce dell'Isonzo
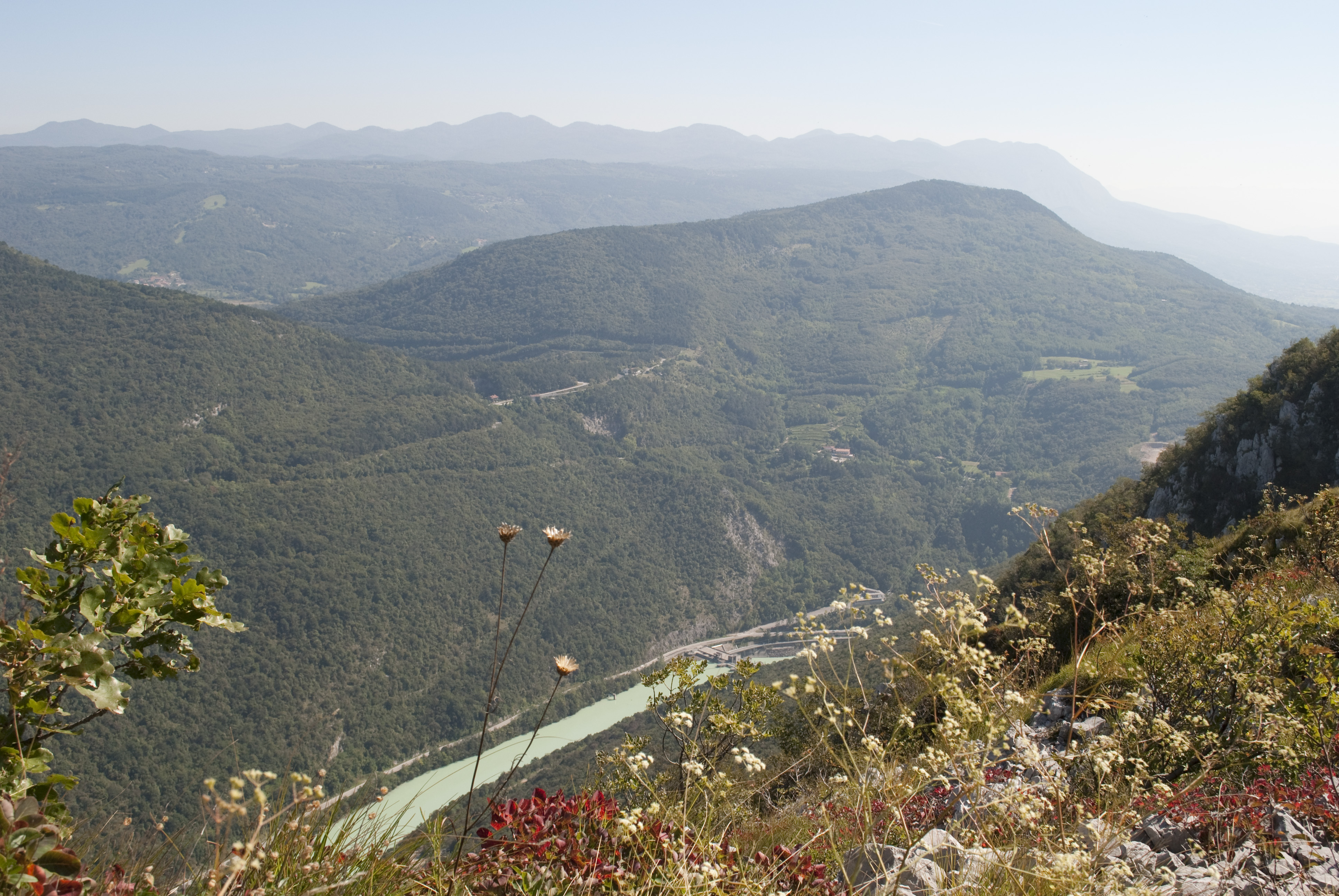
Il fiume ed una sua diga visto dal monte Sabotino (parte slovena)
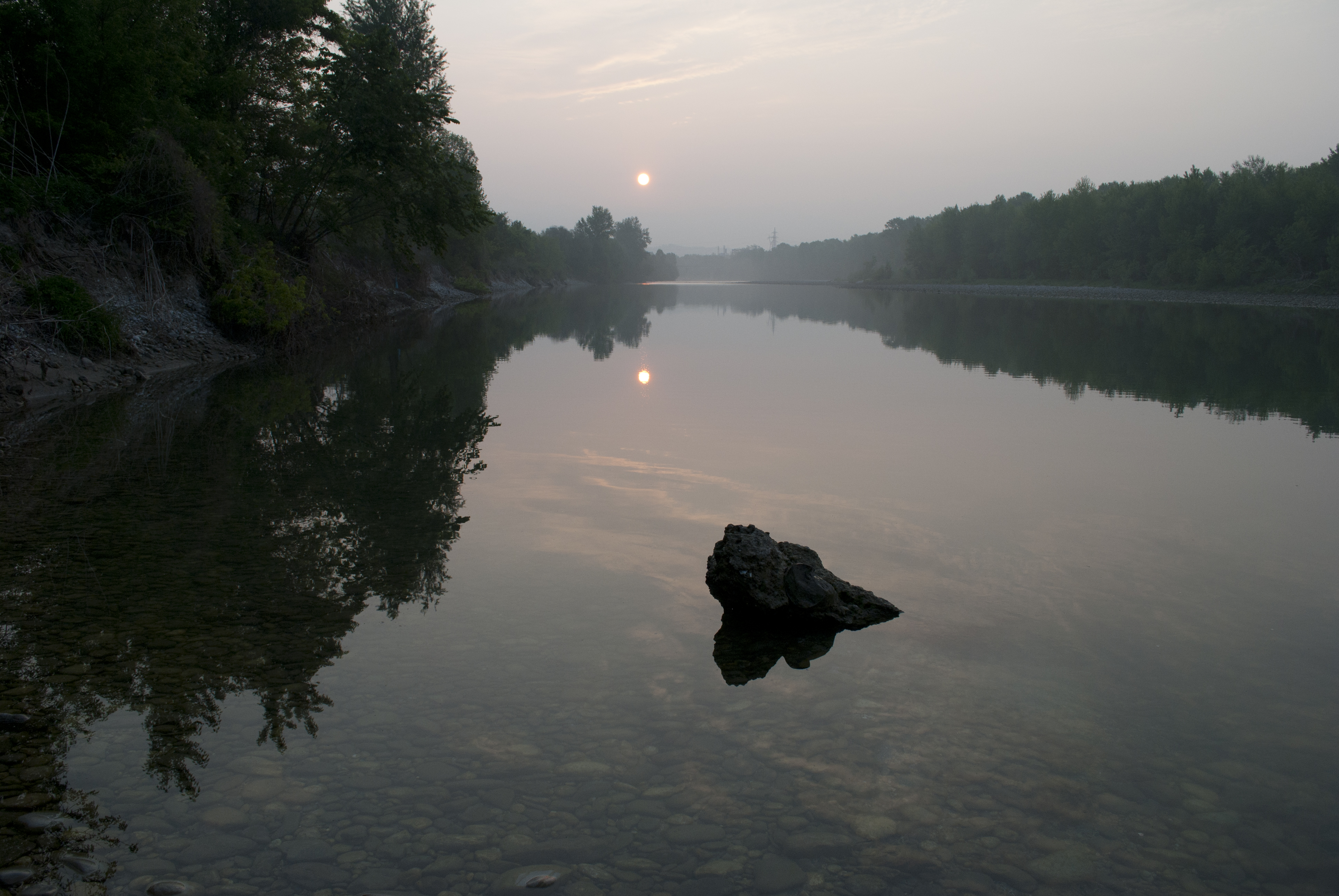
Il fiume all'imbrunire (parte italiana)